# في حضرة العنقاء والخل الوفي
في حضرة العنقاء والخل الوفي رواية للروائي الكويتي إسماعيل فهد إسماعيل. صدرت الرواية لأوّل مرة عام 2012 عن الدار العربية للعلوم ناشرون في بيروت. ودخلت في القائمة الطويلة للجائزة العالمية للرواية العربية لعام 2014، المعروفة باسم «جائزة بوكر العربية».

## حول الرواية
يروي الكاتب الكويتي «إسماعيل فهد إسماعيل» في هذه الرواية سيرة حياة «منسي ابن أبيه» (بطل الرواية) الذي ينتمي لفئة البدون، والذي يقرّر بعد خروجه من السجن بعد تحرير الكويت قص تفاصيل حياته لابنته «زينب» التي ولدت خلال الغزو العراقي دون أن يراها، لعلّها تتعرّف على والدها. يحاول منسي أن يكتب تاريخه المنسي، ويستعيد تفاصيل معاناته باعتباره من «البدون» بدءا من أوراقه الثبوتية، ومنعه من السفر إلى نظرات الاستحقار في المدرسة والمجتمع. يسترجع «منسي» مع كاتب العمود الصحفي بجريدة السياسة تفاصيل حياته مذ أن كان شابًا عصاميًا، يجمع بين العمل والدراسة في معهد الفنون المسرحية، وحياته مع والدته التي ظلت محافظة على ملف انمحت ملامحه، يضم أوراق أسرتها الخاصة بطلب الجنسية، إلى زواجه ب «عهود» الفتاة الكويتية، وبداية مشاكله مع صهره «سعود» الذي رفض أن تتزوج شقيقته من فئة «البدون»، إلى «غزو الكويت»، ثم إجباره على الاشتراك في الجيش الشعبي العراقي، فهروبه من الخدمة في ذلك الجيش، وانضمامه صفوف إلى المقاومة الكويتية، وأخيرًا محاكمته في محاكم خاصة بجهاز أمن الدولة في الكويت بعد التحرير، وسجنه ثم إطلاق سراحه. في حضرة العنقاء والخل الوفي.. سيرة فرد تسرد حكاية مجتمع.